# Iryna Truszkina
Iryna Ołeksandriwna Truszkina, ukr. Ірина Олександрівна Трушкіна (ur. 3 grudnia 1986 w Białej Cerkwi) – ukraińska siatkarka, grająca na pozycji środkowej. 

## Sukcesy klubowe
Mistrzostwo Ukrainy:
- 2005, 2006, 2007, 2008, 2013, 2014, 2015
- 2009, 2011
- 2004

Puchar Ukrainy:
- 2005, 2006, 2007, 2008, 2011, 2014, 2015

Mistrzostwo Rumunii:
- 2018, 2021
- 2019

Puchar Rumunii:
- 2018[2]

Superpuchar Polski:
- 2019

Puchar Polski:
- 2020

Mistrzostwo Polski:
- 2020

## Sukcesy reprezentacyjne
Liga Europejska:
- 2017